# فرانسوا بيبي
فرانسوا بيبي هو سياسي كندي، ولد في 19 يونيو 1794، وتوفي في 6 أغسطس 1864.